# Banco do Sul
Banco do Sul (em castelhano: Banco del Sur; em neerlandês: Bank van het Zuiden; em inglês: Bank of the South) é um fundo monetário e organização de empréstimos da União de Nações Sul-Americanas (Unasul) e foi idealizado pelo presidente da Venezuela Hugo Chávez. A intenção do banco é emprestar dinheiro às nações da América Latina para a construção de programas sociais e de infraestrutura.
O objetivo final do Banco do Sul é incluir todas as nações dentro da região da América Latina, do México à Argentina. Segundo previsões, o programa deverá começar com um capital de 20 bilhões de dólares estadunidenses, e emprestará dinheiro a qualquer nação envolvida na construção dos programas aprovados, sendo benevolente com seus membros na exigência de garantias e na concessão de prazos. Um dos primeiros projetos a serem analisados pela nova instituição será o da construção de um gasoduto de 12 500 quilômetros ligando a Venezuela à Argentina e passando pelo Brasil.

## História
A Venezuela propôs a criação da organização bancária multilateral como uma alternativa ao Fundo Monetário Internacional (FMI) e Banco Mundial, em função da impopularidade dessas instituições na América Latina. Hugo Chávez prometeu sair do FMI e encoraja outros membros do banco a fazer o mesmo. Foi proposto que todos os membros contribuirão com quantidades iguais para o capital inicial do banco (14 bilhões de reais), para que nenhum controle uma parte dominante.
Sete nações sul-americanas se encontraram no Rio de Janeiro em 8 de outubro de 2007 para planejar o começo do banco. O banco terá sua sede em Caracas e sub-sede em Buenos Aires. Suas operações devem ter início quando a criação do Banco do Sul tiver sido ratificada pelo parlamento de pelo menos 9 dos 12 países da Unasul. Representantes da Argentina, Bolívia, Brasil, Equador, Paraguai, Uruguai e Venezuela estiveram presentes na reunião. Todas as 12 nações sul-americanas estarão aptas a pegar emprestado do banco.
Em 9 de dezembro de 2007, em Buenos Aires, os presidentes Néstor Kirchner (Argentina), Luiz Inácio Lula da Silva (Brasil), Evo Morales (Bolívia), Rafael Correa (Equador), Nicanor Duarte (Paraguai) e Hugo Chávez (Venezuela) assinaram a ata de criação da nova entidade.
Em 13 de março de 2020, Uruguai decidiu sair da organização, argumentando que o Uruguai "não participará de iniciativas baseadas no alinhamento ideológico".